# John D. Henley

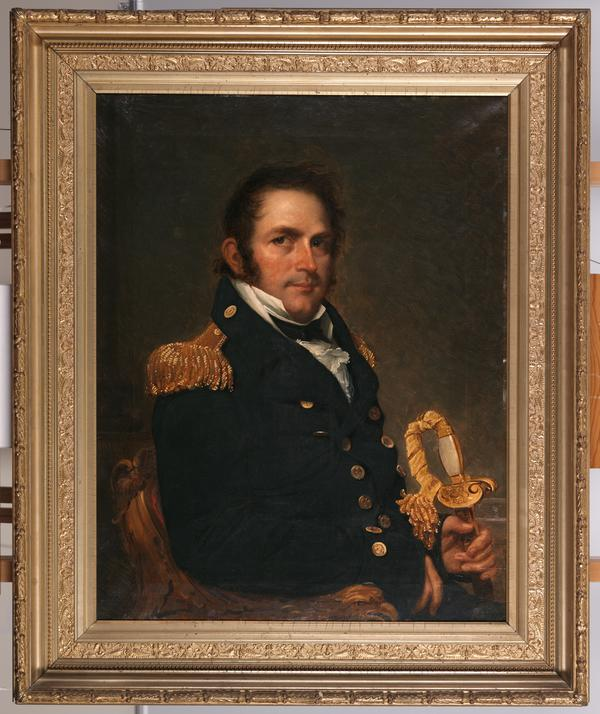
John D. Henley

John Dandridge Henley (Williamsburg (Virginia), 25 februari 1781 – Havana, 23 mei 1835) was een kapitein van de Amerikaanse marine, waarin hij diende in de Eerste Barbarijse Oorlog en de Oorlog van 1812.

## Levensloop
Henley was de zoon van Leonard en Elizabeth Dandridge Henley en de neef van Martha Dandridge Curtis Washington. Hij werd in dienst gesteld als midshipsman op 14 oktober 1799 op de leeftijd van 18 jaar. Zijn jongere broer Robert Henley had eveneens deze marinefunctie als 16-jarige.
Gedurende de offensieve operaties tegen Tripoli in 1804, diende hij op de kanonneerboot N°6, onder bevel van luitenant John Trippe.
In een oplaaiende aanval op 3 augustus tegen een groter vijandelijk oorlogsschip, gingen de twee officieren, met alleen negen andere onverschrokken matrozen aan boord van het vijandelijk schip en enterden het. Op het dek was het een gedurfd man-tegen-mangevecht, ondanks ze overtroffen werden als drie tegen een. De Amerikanen vochten zo hevig dat binnen een aantal minuten de vijand zich overgaf en hun vlag streken. Veertien van de vijandelijke bemanning waren gedood en 22 werden gevangen gemaakt. Trippe en Henley werden beiden hoogst gewaardeerd door de jonge Amerikaanse Unie, voor deze gedurfde actieonderneming.
De midshipsman John Henley nam ook nog deel in verschillende andere gevechten in de maand die volgde, toen commandant Edward Prebles smaldeel eropuit trok, voor een agressive succesvolle aanvalsoperatie, tegen de Tripolitaanse piraten en dat maakte hen paraat tot op het einde tegen de piraterijagressie.
In 1805 kwam de volgende strijd aan in de Middellandse Zee. Henley maakte een vrachtreis naar verscheidene havens. En dan in september 1807 kreeg hij het bevel over de kanonneerboot N°20. John Henley diende daarna in een trip naar Washington en met het uitbreken van de oorlog tegen de Britten werd hij verzocht zich te melden in Charleston in juni 1813
Iets later in zijn carrière, tijdens de Oorlog van 1813, had Henley het bevel gekregen over de schoener "Caroline" tijdens de Slag bij New Orleans. Na de uiteindelijke getreuzelde actieaanvang door luitenant Thomas ap Catesby Jones op Lake Borgne bestookten de "Carolina" en andere zeilschepen de Britten met hun kanonnen, ter bescherming van generaal Andrew Jacksons flank op de rivier de Mississippi. Doch zijn schip werd vernietigd, brandde en zonk op 27 december 1814, maar Henley had hierbij een belangrijke bijdrage geleverd voor de zware rol van het kleine smaldeel die het kreeg, en zijn laatste grote overwinning van deze oorlog tegen de Engelsen.
Hij werd bevorderd met een hogere rang tot kapitein op 5 maart 1817. Henley voerde onder bevel van John Adams in de West-Indiës en voor de Staten Generaal in de Indische Oceaan vooraleer hij het commando kreeg over de "Macedonian" in de strijd tegen de West-Indische piraten in 1822.
Kapitein John D. Henley zette zijn dienst verder met onderscheidingen, van Charleston en Baltimore dienstposten en de Portsmouth Navy Yard, New Hampshire, in 1826 tot 1832. Op 16 augustus 1832 werd hem het commando gegeven van het West-India Squadron met de "Vandalia" als zijn vlaggenschip. John D. Henley stierf op 23 mei 1835, op 54-jarige leeftijd, aan boord van de "Vandalia" in Havana op Cuba. Hij overleefde zijn jongere broer Robert Henley zeven jaar.

## Nalatenschap
De torpedobootjager USS John D. Henley (DD-553) werd naar hem genoemd als eerbewijs.